# 네오바로크 건축

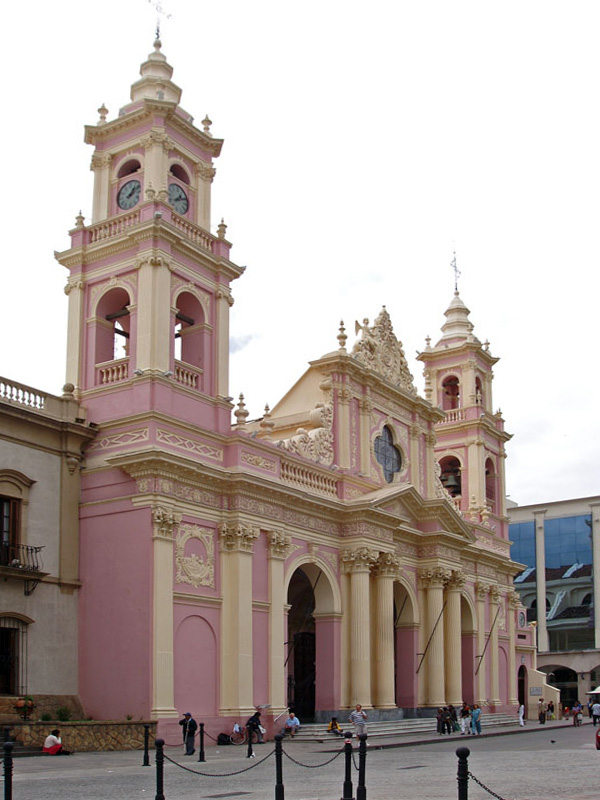
네오바로크 건축 양식으로 지어진 아르헨티나의 살타 성당

네오바로크 건축(Neo-baroque architecture, 신바로크 건축) 또는 바로크 부흥 건축(Baroque Revival architecture)은 19세기 후반 유럽에서 있었던 17세기에서 18세기까지 유행하였던 바로크 건축 양식의 부흥을 지칭한다.

## 같이 보기
- 빌헬름 시대